# Tecmasch
Tecmasch (russisch Техмаш) ist eine russische Holdinggesellschaft für mehrere Unternehmen der Rüstungsindustrie. Die Unternehmensgruppe betätigt sich in der Munitionsherstellung, der Herstellung von Raketensystemen und der Produktion von Explosivstoffen. Für den zivilen Markt stellt die Gruppe unter anderem landwirtschaftliche Maschinen, zivil nutzbare Sprengstoffe sowie Kühlaggregate für Anwendungen in der Medizin und im Haushalt her. Tecmasch ist Teil der staatlichen Rostec-Gruppe.

## Tochtergesellschaften
Zu den Tochtergesellschaften von Tecmasch gehören:
- NPO Basalt
- NPO Splaw
- NPO Pribor